# Roberval (Oise)
Roberval ist eine französische Gemeinde mit 352 Einwohnern (Stand: 1. Januar 2022) im Département Oise in der Region Hauts-de-France (vor 2016: Picardie). Sie gehört zum Arrondissement Senlis, zum Kanton Pont-Sainte-Maxence. und zum Gemeindeverband Communauté de communes des Pays d’Oise et d’Halatte. Die Einwohner werden Robervallois genannt.

## Geographie
Roberval liegt etwa 23 Kilometer südwestlich von Compiègne und etwa 13 Kilometer nordnordöstlich von Senlis im Regionalen Naturpark Oise-Pays de France. Durch die Gemeinde führt die Autoroute A1. Umgeben wird Roberval von den Nachbargemeinden Pontpoint im Westen und Norden, Rhuis im Nordosten und Osten sowie Villeneuve-sur-Verberie im Osten und Süden.

## Bevölkerungsentwicklung
| Jahr                       | 1962 | 1968 | 1975 | 1982 | 1990 | 1999 | 2006 | 2013 | 2021 |
| Einwohner                  | 191  | 222  | 224  | 243  | 323  | 351  | 360  | 378  | 352  |
| Quellen: Cassini und INSEE |      |      |      |      |      |      |      |      |      |

## Sehenswürdigkeiten
- Kirche Saint-Remy aus dem 12. Jahrhundert, seit 1933 Monument historique
- Ehemaliges Pfarrhaus
- Schloss Roberval aus dem 18. Jahrhundert, seit 1993 Monument historique

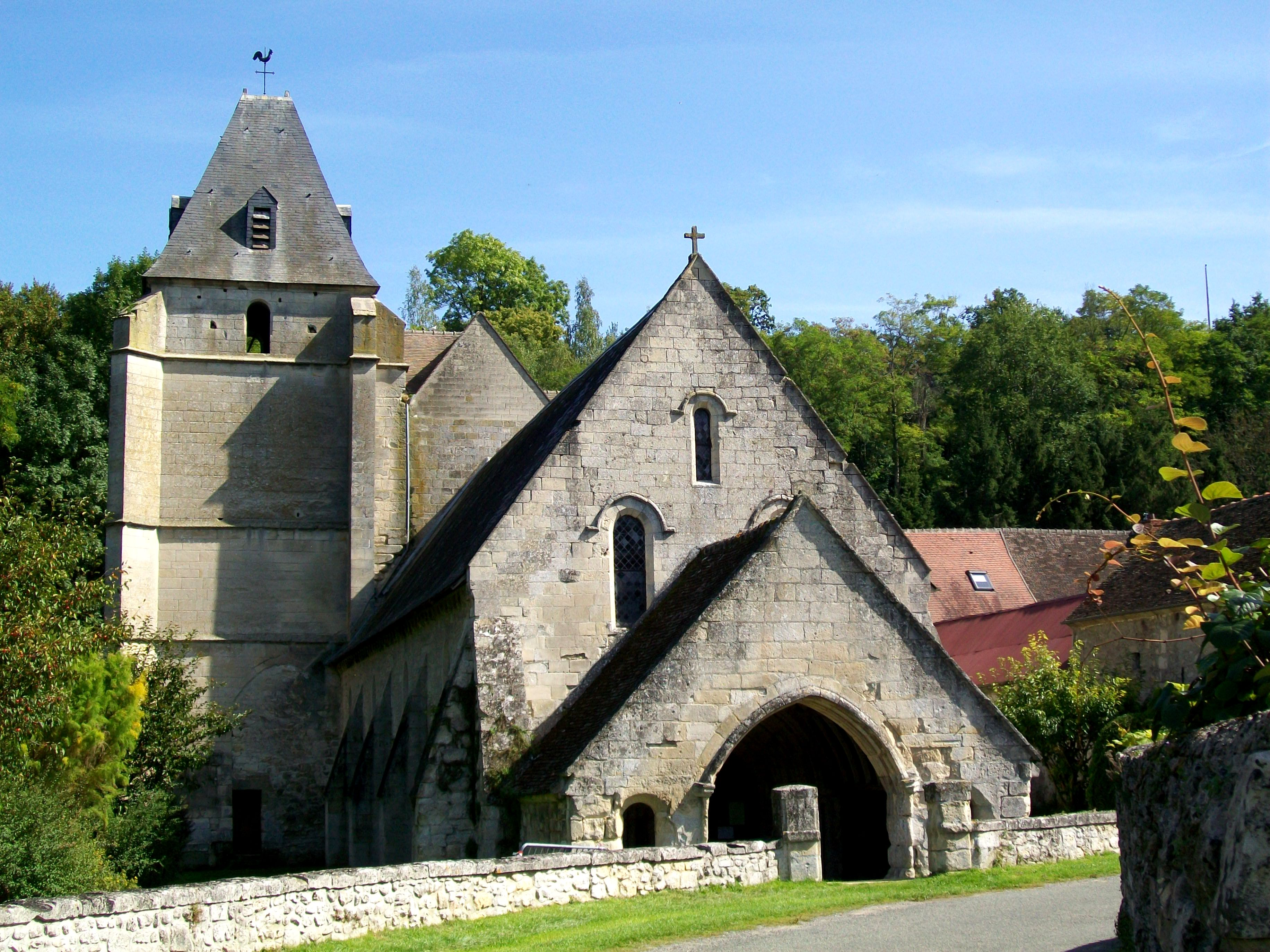
Kirche Saint-Remy
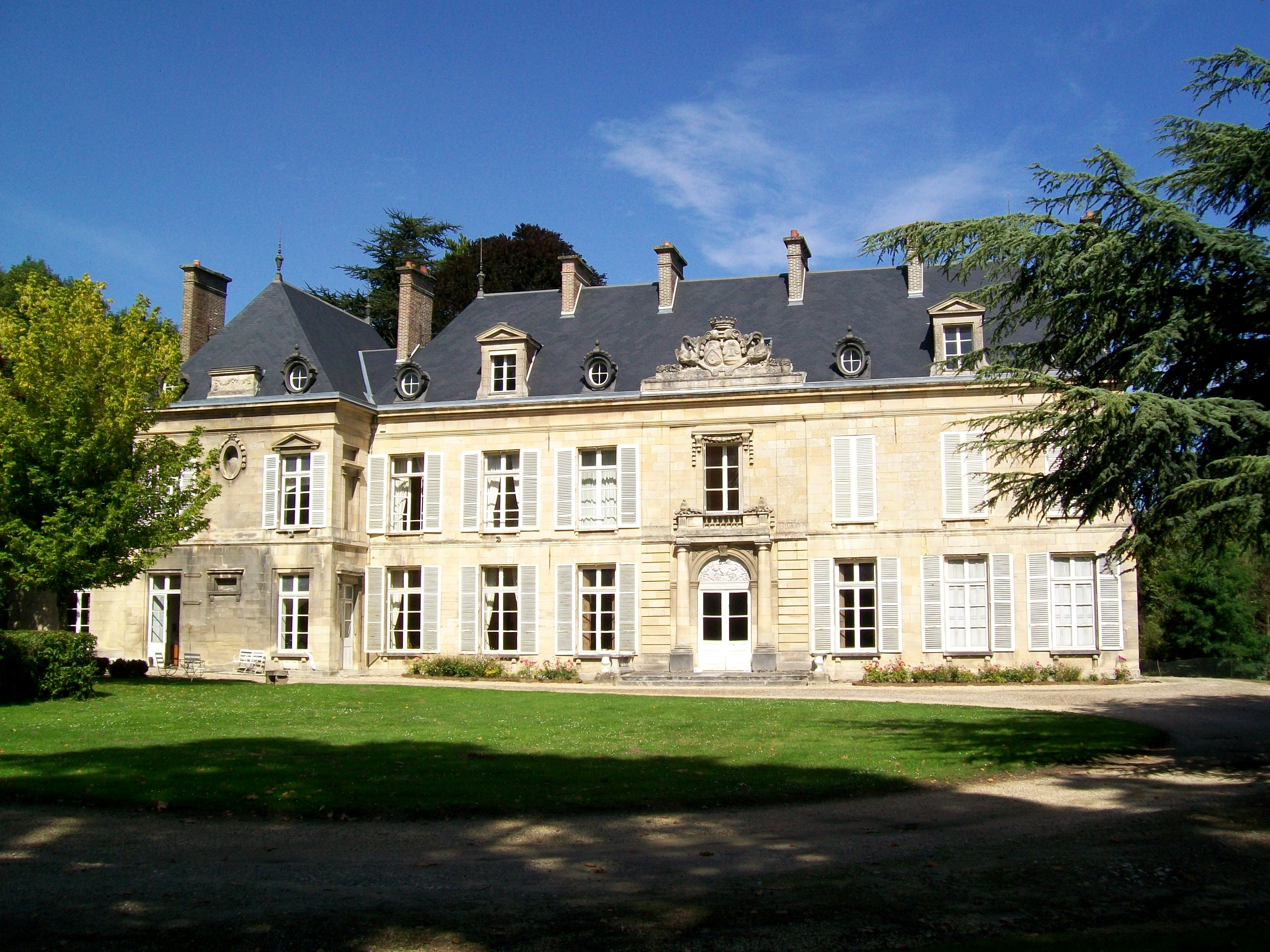
Schloss Roberval
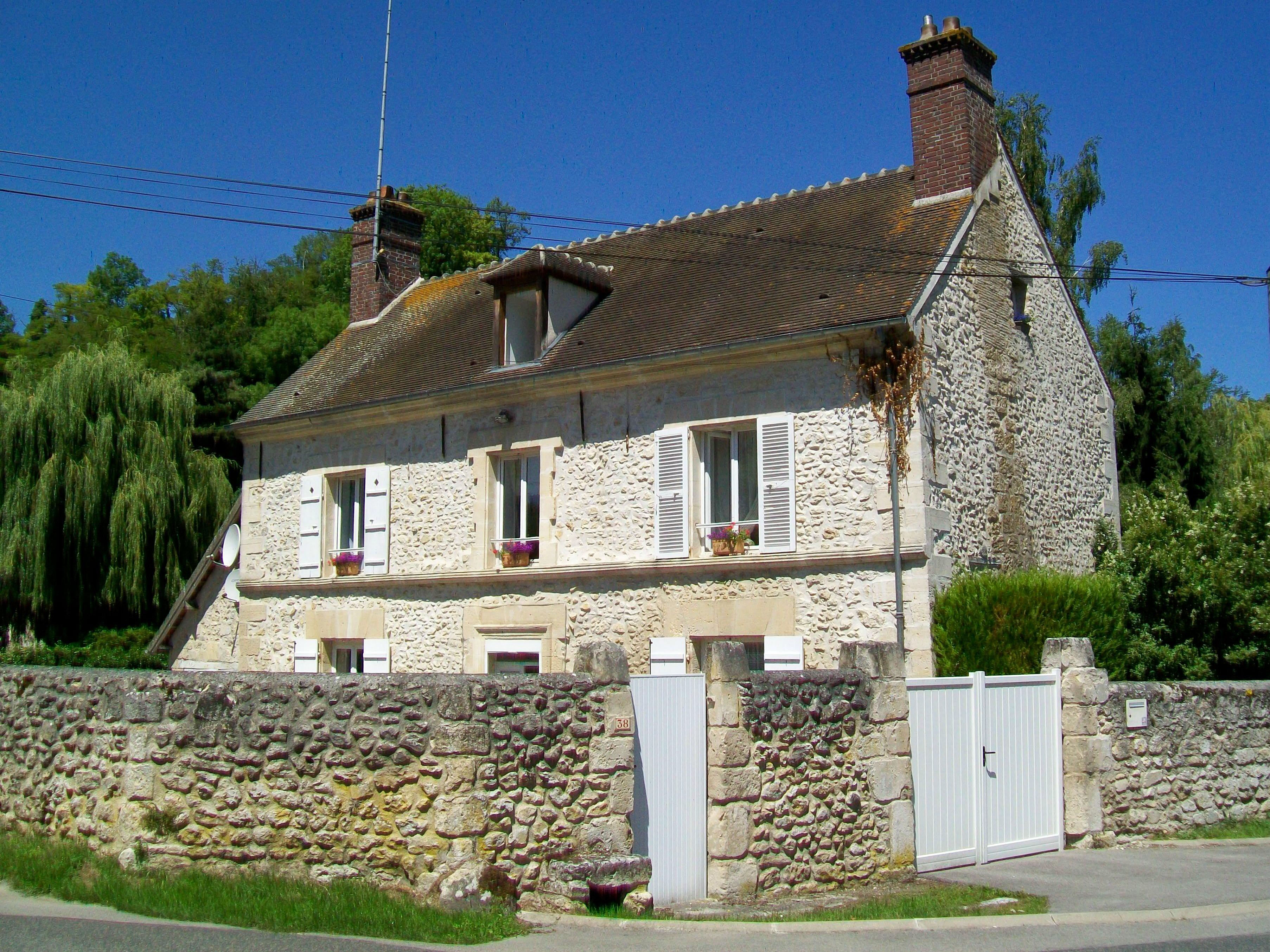
Ehemaliges Pfarrhaus
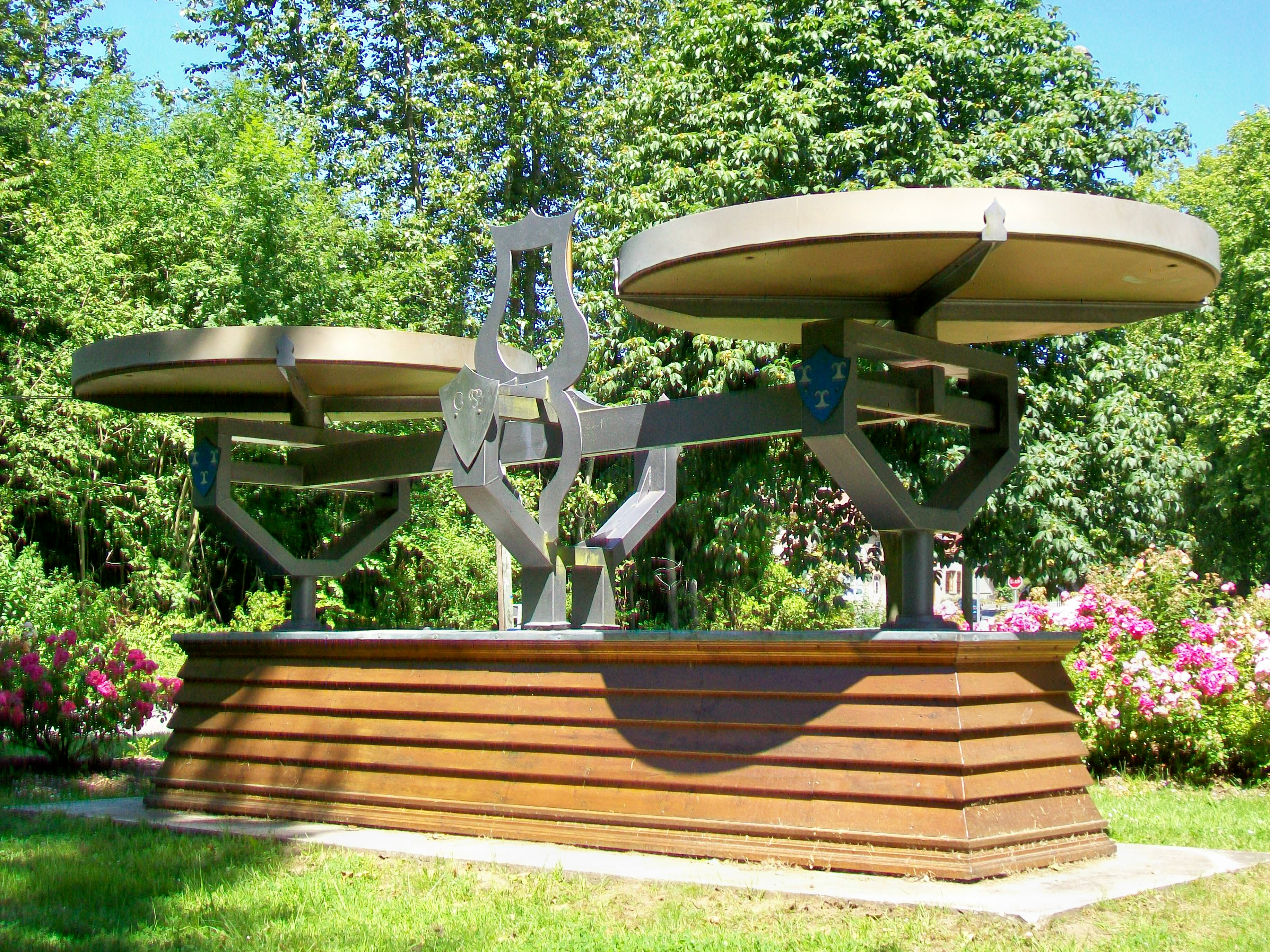
Große Tafelwaage am Schlossplatz

## Persönlichkeiten
- Gilles Personne de Roberval (1602–1675), Physiker